# Crònica dels pobres amants
Crònica dels pobres amants  (títol original en italià: Cronache di poveri amanti) és una pel·lícula italiana dirigida per Carlo Lizzani, estrenada el 1954, adaptada de la novel·la homònima de Vasco Pratolini, publicada el 1947. Ha estat doblada al català.

## Argument[2]

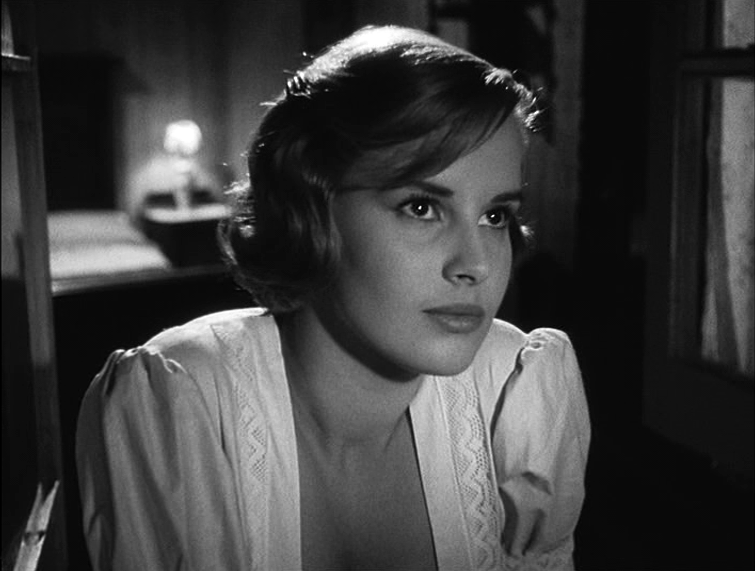
Antonella Lualdi a la pel·lícula

Florència, 1925 - En un vell carrer de la ciutat, la Via del Corno, l'observació realista de la vida quotidiana, dels amors, de les contrarietats i de les discussions dels seus habitants. Però, en un context marcat per la pujada del feixisme, la vigilància estreta dels Camises negres, el clima de sospita i de delació, l'existència ja no pot ser la mateixa que abans.

## Repartiment
- Anna Maria Ferrero: Gesuina
- Antonella Lualdi: Milena
- Marcello Mastroianni: Ugo
- Giuliano Montaldo: Alfredo
- Cosetta Greco: Elisa
- Gabriele Tinti: Mario Parigi
- Adolfo Consolini: Maciste
- Bruno Berellini: Carlino

## Premis i nominacions

### Nominacions
- 1954: Gran Premi del Festival de Cannes

## Comentaris
- El 1950, la censura italiana va fer avortar un primer projecte d'adaptació cinematogràfica que havia de realitzar Luchino Visconti. Carlo Lizzani se salta l'oposició dels grans productors recorrent a una cooperativa d'espectadors i posant en escena

| « | un romanzo corale on s'emboliquen, a l'atzar dels dies, les històries i els drames de la Via del Corno. El feixisme italià s'hi instal·la, en principi sorneguerament, després a cara descoberta. La nit del 4 d'octubre 1925, els esquadristes es deixen anar i pentinen Florència, detenint i assassinant. La llibertat agonitza en aquest Sant Bartolomé dels opositors | » |

| « | Pel que fa a la història d'amor, serà també transcendida per les idees de revolta i de llibertat que porten el relat en un moviment líric de bona amplada. | » |

| « | […] Amb Crònica dels pobres amants, he pres certes distàncies amb el neorealisme que em semblava un marc massa estricte. He volgut igualment interessar-me pel paisatge interior: la psicologia dels personatges, la seva intimitat, fins i tot si continuava estant integrada a un marc de vida social. També m'ha agradat llançar una mirada sobre la història | » |

, diu Carlo Lizzani.